# Tilray
 (mars 2023).
Tilray est une entreprise pharmaceutique et de cannabis américaine dont le siège se trouve à New York,. Tilray dispose de filiales en Australie, en Nouvelle-Zélande,, et en Amérique latine, et produit actuellement déjà du cannabis médical en Allemagne et au Portugal,.

## Histoire
Tilray a été fondée en 2014 par Brendan Kennedy, d'abord sous l'égide de Privateer Holdings, basée à Seattle. En décembre 2016, Tilray est devenu le premier producteur de cannabis médical d'Amérique du Nord à obtenir la certification GMP,.
En juillet 2018, l'entreprise devient la première société de cannabis à être introduite en bourse sur le NASDAQ et à être cotée sous le symbole de ticket TLRY,,. En septembre 2018, Tilray est devenue la première entreprise canadienne de cannabis à exporter légalement du cannabis médical vers les États-Unis pour un essai clinique. En décembre 2018, l'entreprise signe un contrat avec Sandoz Generic Pharmaceuticals, filiale de Novartis AG, pour la vente, la distribution et le co-marquage de Tilray sur des produits de cannabis médical non fumables sur les marchés légaux du monde entier. Au début de 2019, Joschka Fischer devient membre fondateur du conseil consultatif international de Tilray, qui doit aider à mettre en œuvre une « stratégie de croissance mondiale offensive ».
En 2020, Tilray rachète son concurrent Aphria. Tilray exploite deux sites de culture de cannabis certifiés BPF en Europe, situés à Cantanhede, au Portugal, et à Neumünster, en Allemagne. Tilray Allemagne est dirigé depuis Cologne. En 2021, l'entreprise transfère son siège social de Nanaimo (Colombie-Britannique, au Canada), à New York (États-Unis). En juillet 2022, Tilray a investi 155 millions de dollars US dans HEXO.
Le 10 avril 2023, Tilray annonce l'accord d'acquisition de Hexo Corp. connu pour 56 millions de dollars. Les actionnaires de Hexo recevront 0,4352 actions ordinaires de Tilray en échange de chaque action détenue
En août 2024, Tilray annonce l'acquisition de 4 marques de micro-brasseries : Hop Valley Brewing, Terrapin Beer, Revolver Brewing et Atwater Brewery à Molson Coors, acquisition qui fait suite à des acquisitions de 8 marques similaires auprès d'Anheuser-Busch InBev l'année précédente.